# Ralph Albert Blakelock
Ralph Albert Blakelock, né le 15 octobre 1847 à New York et mort le 9 août 1919  à Elizabethtown dans l'État de New York, est un peintre romantique américain.

## Biographie
Fils de médecin, Ralph Blakelock entame des études pour suivre ses traces en 1864 à la Free Academy of the City of New York (aujourd'hui, le City College of New York). Mais il abandonne trois ans plus tard. De 1869 à 1872, il voyage seul dans l'Ouest américain, loin des villes, parmi les Indiens. De retour, il commence à peindre des paysages et des scènes de la vie des Indiens, à partir de ses carnets de notes et de ses souvenirs. Sa première exposition a lieu à l'Académie américaine de design.

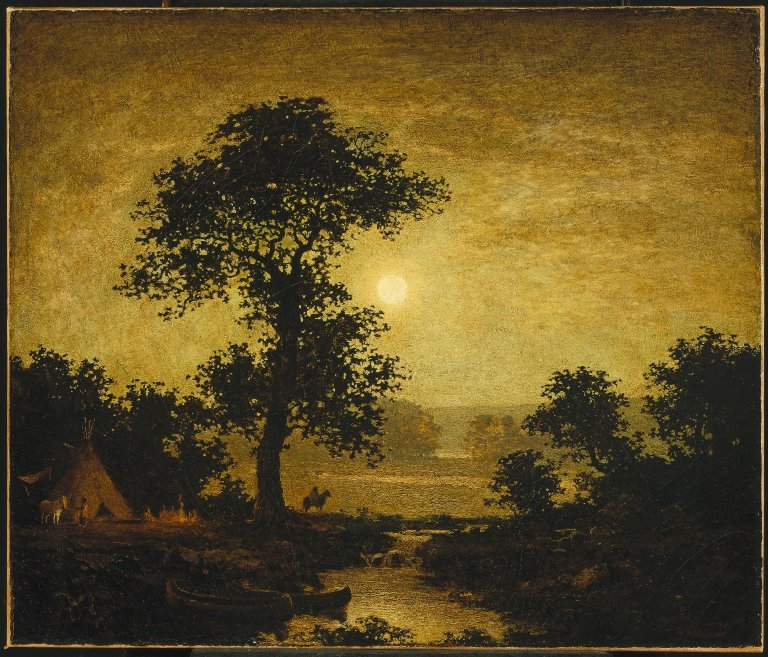
Moonlight, 1885, Brooklyn Museum

En 1877, il épouse Cora Rebecca Bailey dont il aura neuf enfants. Mais il a du mal à vivre de son art, et la famille vit dans une extrême pauvreté. En 1891, Blakelock connait une première dépression. Il présente des signes de schizophrénie qui conduisent à son internement. Il se remet et commence à bénéficier d'une certaine reconnaissance. La cote de ses tableaux augmente, mais en 1899, il a une rechute qui conduit de nouveau à son internement. Il passe alors l'essentiel des vingt dernières années de sa vie dans des institutions psychiatriques.

## Œuvre

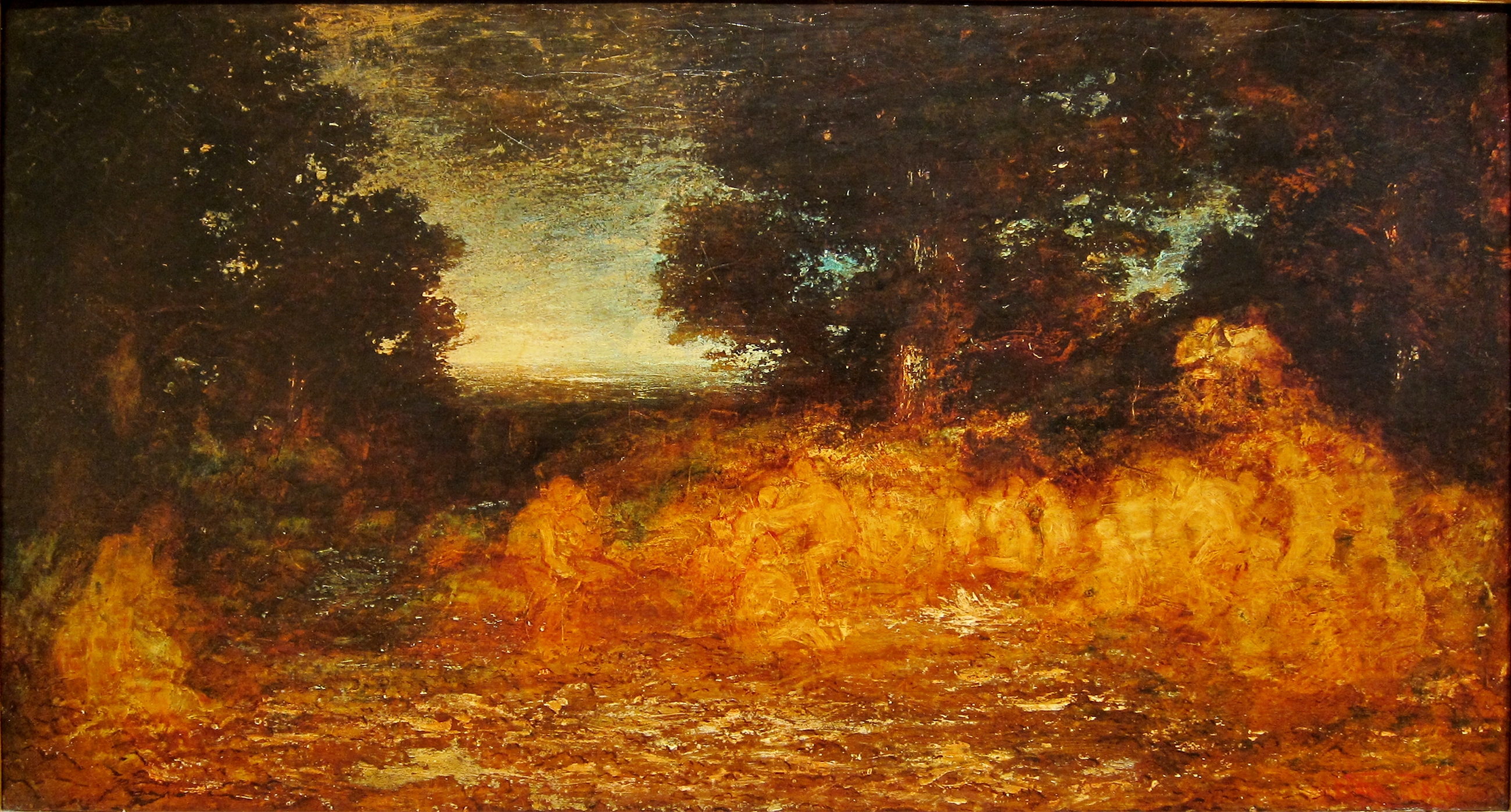
Ghost Dance (The Vision of Life), 1895/97, Art Institute of Chicago

Blakelock est très largement autodidacte. Ses premiers paysages s'inscrivent dans le style des peintres de l'Hudson River School. Il est aussi fortement influencé par l'école de Barbizon. Mais son style reste très personnel, et il est sans doute, avec son contemporain Albert Pinkham Ryder, l'un des peintres américains les plus singuliers de son temps.

## Postérité
Blakelock est l'un des personnages clés d'un roman de Paul Auster, Moon Palace, mentionné notamment au chapitre 4.